# Mercedes-Benz CLS-класс
Mercedes-Benz CLS-класс — серия люксовых среднеразмерных четырёхдверных купе и универсалов, выпускающихся германской маркой Mercedes-Benz с 2004 года. Созданные на базе E-класса модели позиционируются как более спортивные и оснащённые по сравнению с E-классом.
Первое поколение, C219, выпускалось с 2004 по 2010 года только с четырёхдверным кузовом. В конце 2010 года было представлено и в начале 2011 года поступило в продажу четырёхдверное купе второго поколения, C218. В 2012 году был выпущен универсал Mercedes-Benz CLS Shooting Break (заводской индекс X218). Третье поколение, C257, представлено в ноябре 2017 года и продаётся с марта 2018 года только в четырёхдверном варианте.

## История

### Предыстория
CLS-класс вновь вернул компанию Mercedes-Benz на рынок автомобилей в кузове купе после завершения выпуска Mercedes-Benz W124 (E-класс) в кузове купе в 1995 году. Модель W210 не получила двухдверного варианта, вместо него был создан отдельный CLK-класс на основе удлинённой колёсной базы C-класса.
Позиционирующийся как четырёхдверное купе, CLS-класс был разработан американским дизайнером Майклом Финком (англ. Michael Fink) в 2001 году. Согласно пресс-релизу компании Mercedes-Benz, CLS-класс был создан с целью объединить в себе «сильное, волнующее обаяние» купе и «комфорт и практичность» седана.
В 2003 году на Франкфуртском автосалоне был представлен первый прототип CLS-класса — концепт-кар Mercedes-Benz Vision CLS.

### Первое поколение (C219, 2004—2010)
Mercedes-Benz C219 — четырёхдверное купе, первое поколение CLS-класса, основанное на концепт-каре Mercedes-Benz Vision CLS, представленного на автосалоне во Франкфурте в 2003 году. Сконструирован на базе W211 Е-класса. Автомобиль выпускается на заводах в Зиндельфингене в Германии.
В 2004 году на автовыставке в Нью-Йорке и Болонье дебютировала модель CLS 500. С осени того же года модель поступила в серийное производство. Флагманской версией серии стала модель CLS 55 AMG, представленная вместе с обычной модификацией. В 2006 году произошёл пересмотр модельного ряда двигателей. Бензиновый V6 агрегат оснастили технологией непосредственного впрыска топлива. Обновился двигатель флагманской модели от подразделения Mercedes-AMG. В 2008 году автомобиль потерпел очень небольшую модернизацию, входе которой изменился вид решётки радиатора, появились светодиодные задние фонари, другие зеркала заднего вида со светодиодными повторителями «поворотников», а также колёсные диски нового дизайна и другие патрубки выпускной системы. В 2009 году были проведены последние изменения, которые затронули лишь наименования моделей.
27 июля 2010 года с конвейера сошёл последний автомобиль первого поколения. За 6 лет производства C219 модели было выпущено более 170.000 копий автомобиля.
|                                          |  |                                        |  |                          |  |                         |  |                             |
| Mercedes-Benz CLS C219 2008, вид спереди |  | Mercedes-Benz CLS C219 2008, вид сзади |  | Mercedes-Benz Vision CLS |  | Mercedes-Benz CLS55 AMG |  | Mercedes-Benz BRABUS Rocket |

### Второе поколение (C218, 2010—2018)
Mercedes-Benz C218 — четырёхдверное купе, второе поколение CLS-класса. Автомобиль построен на базе W212 E-класса. Мировая премьера автомобиля состоялась на Парижском автосалоне. Дизайн и технологическая составляющая второго поколения серии отрабатывались на концепт-каре F800 Style.
В Европе продажи новой версии Mercedes-Benz CLS стартовали в январе 2011 года. Известно, что стартовая цена CLS 250 CDI в Германии на тот момент составляла около 60 тысяч евро, а за CLS 350 CDI просили от 63,5 тысяч евро. Ещё дороже стоил бензиновый вариант CLS 350 — от 64,6 тысяч евро. В ноябре 2010 года компания Mercedes-Benz на автосалоне в Лос-Анджелесе представила «заряженную» версию CLS второго поколения — CLS 63 AMG. Автомобиль оснащен 5,5-литровым битурбированным V8 двигателем M157 мощностью 525 л.с. и крутящим моментом 700 Н·м, агрегатированный с семиступенчатой роботизированной КПП AMG Speedshift MCT. Модели CLS 500 и спортивный CLS 63 AMG выпускаются с апреля 2011.
6 октября 2012 семейство моделей CLS-класса пополнилось пятидверным легковым автомобилем с кузовом универсал-купе под названием Mercedes-Benz CLS Shooting Break (заводской индекс X218).
В 2014 году серия претерпела рестайлинг в результате которого получила опциональную светодиодную оптику с технологией MULTIBEAM LED, некоторые внешние изменения, а также множество новых технологических решений, таких как COLLISION PREVENTION ASSIST, автономный круиз-контроль DISTRONIC PLUS, превентивную систему безопасности PRE-SAFE, электронные помощники Active Parking Assist, Active Blind Spot Assist, Traffic Sign Assist и множество иных решений. Обновлению подвергся также и модельный ряд двигателей.
|                                                   |  |                                                   |  |                                          |  |                                       |  |                                  |
| Mercedes-Benz CLS 250 CDI (C218) Avantgarde, 2014 |  | Mercedes-Benz CLS 250 CDI (C218) Avantgarde, 2014 |  | Mercedes-Benz CLS 350 CDI Shooting Brake |  | Mercedes-Benz CLS 63 AMG 4Matic, 2013 |  | Mercedes-Benz CLS550, рестайлинг |

### Третье поколение (C257, 2018—2023)
Mercedes-Benz C257 - Четырёхдверное купe, третье поколение немецкой марки Mercedes-Benz CLS-класса. Выпускался с 2018 до 2023 года. третье поколение стало последним для класса CLS, после чего производство четырёхдверных купэ прекратилось.

## Производство и продажи

### Производство
Производство автомобилей CLS-класса было налажено на заводах в Зиндельфингене, Германия, и Сантьяго-Тьянгистенко, Мексика.
Более 170 000 автомобилей C219 CLS-класса было выпущено на конец производства 13 июля 2010 года.

### Продажи
Статистика продаж автомобилей CLS-класса на основных рынках сбыта выглядит следующим образом:
| Календарный год | США    | Россия | Европа |
| --------------- | ------ | ------ | ------ |
| 2004            | —      | 71     | 5543   |
| 2005            | 14 835 | 477    | 20 147 |
| 2006            | 10 763 | 322    | 20 262 |
| 2007            | 7906   | 302    | 17 098 |
| 2008            | 5775   | 378    | 12 224 |
| 2009            | 2527   | 95     | 6083   |
| 2010            | 2135   | 84     | 3975   |
| 2011            | 5665   | 255    | 17 414 |
| 2012            | 8065   | 808    | 12 797 |
| 2013            | 8032   | 881    | 15 139 |
| 2014            | 6981   | 777    | 10 289 |
| 2015            | 6152   | 821    | 12 600 |
| 2016            | 4156   | 505    | 7803   |